# Ole Bjørnmose
Ole Bjørnmose (ur. 7 maja 1944 w Odense, zm. 5 września 2006) – duński piłkarz.
W latach 1971–1977 wystąpił w 16 meczach reprezentacji Danii i strzelił dla niej 2 gole. Z zespołem Hamburgera SV w 1976 zdobył Puchar Niemiec, a w 1977 Puchar Zdobywców Pucharów.